# Francesco Bonsignori
Pour les articles homonymes, voir Famille Bonsignori et Bonsignori.
Francesco Bonsignori ou Francesco-Girolamo Monsignori (Vérone, ca.1460 – Caldiero, 2 juillet 1519) est un peintre italien de l'école véronaise, frère de Girolamo Bonsignori, peintre moins connu que lui à Vérone.

## Biographie
Disciple de Francesco Benaglio, il est d'abord influencé par la peinture vénitienne et ses peintres : Antonello da Messina, Giovanni Bellini, Cima da Conegliano, Alvise Vivarini).
Il réside à Mantoue entre 1487 et 1505, où il devient peintre de la cour de Gonzague avec Andrea Mantegna et son frère, apprécié  du duc et d'Isabelle d'Este.
Sans s'éloigner de la tradition véronaise, la proximité de Mantegna donne à son art un ton plus monumental (retable de Beata Osanna, Mantoue, musée du palais ducal ; Madonna et Santi, Londres, National Gallery), adouci cependant, vers le début du XVIe siècle, d'un modelé plus délicat peut-être influencé par le passage à Mantoue de Léonard de Vinci (deux versions de Saint Sébastien).
Il fut un portraitiste de qualité (portrait de Gian Francesco Gonzaga, portrait de Pétrarque, effigie d'un inconnu...).

## Œuvres
Beaucoup de ses œuvres sont conservées dans le Musée de Castelvecchio et dans les églises de Vérone, mais beaucoup du pays mantouan furent détruites dans le sac de 1630.
- Museo di Castelvecchio :
  - La Madonna adorante,
  - La Madonna del Bovo,
  - La Madonna tagliata,
  - La Musica e S. Giovanni Battista col Salvatore.
- Cristo cade sotto la croce, huile sur toile, 131 × 169 cm, Museo della Città di Palazzo San Sebastiano, Mantoue
- Retable de Beata Osanna, palais ducal de Mantoue
- Madonna e Santi, San Bernardino, Vérone
- Madonna e Santi, National Gallery de Londres
- San Sebastiano, Santa Maria delle Grazie, Curtatone
- San Sebastiano, musée d'art, Arezzo
- Ritratto di Gian Francesco Gonzaga, Académie Carrara
- Effigie d'un inconnu, National Gallery, Londres
- Portrait de Pétrarque